# 魏斯弗魯
魏斯弗魯（Weissfluh）是位於瑞士東部達沃斯附近普萊蘇爾阿爾卑斯山脈的一個山峰，標高2,843米。魏斯弗魯也是瑞士著名的滑雪勝地之一。

## 外部連結
- Weissfluh on Hikr （页面存档备份，存于）